# Persone di cognome Hughes
| Questa pagina contiene informazioni ricavate automaticamente dalle voci biografiche con l'ausilio del template Bio e di un bot. L'aggiornamento è periodico e automatico e ricostruisce completamente la pagina. Se manca una persona in questa lista, sei pregato di non aggiungerla, ma accertati piuttosto che la sua voce biografica contenga il template Bio e che i dati anagrafici siano correttamente compilati. Se il template Bio manca, inseriscilo tu stesso o, in alternativa, metti l'avviso {{tmp\|Bio}} che ne segnala la mancanza. Se i dati riportati sono sbagliati, correggi direttamente la voce biografica; le modifiche saranno visibili in questa lista entro pochi giorni. Per chiarimenti vedi il progetto antroponimi. La lista contiene solo le 145 persone che sono citate nell'enciclopedia e per le quali è stato implementato correttamente il template Bio. Pagina aggiornata al 23 giu 2025. |

Questa è una lista di persone presenti nell'enciclopedia che hanno il cognome Hughes, suddivise per attività principale.

## Allenatori di calcio(7)
- Andrew Hughes, allenatore di calcio, dirigente sportivo e ex calciatore inglese (Stockport, n. 1978)
- Barry Hughes, allenatore di calcio e calciatore gallese (Caernarfon, n. 1937 - Amsterdam, † 2019)
- Bryan Hughes, allenatore di calcio e calciatore inglese (Liverpool, n. 1976)
- John Hughes, allenatore di calcio e ex calciatore scozzese (Edimburgo, n. 1964)
- Mark Hughes, allenatore di calcio e ex calciatore gallese (Wrexham, n. 1963)
- Michael Hughes, allenatore di calcio e ex calciatore nordirlandese (Larne, n. 1971)
- Phil Hughes, allenatore di calcio e ex calciatore nordirlandese (Belfast, n. 1964)

## Allenatori di pallacanestro(3)
- Dan Hughes, allenatore di pallacanestro statunitense (Lowell, n. 1955)
- Kim Hughes, allenatore di pallacanestro e ex cestista statunitense (Freeport, n. 1952)
- Rex Hughes, allenatore di pallacanestro e dirigente sportivo statunitense (Hermosa Beach, n. 1938 - Nipomo, † 2016)

## Arcivescovi cattolici(1)
- John Joseph Hughes, arcivescovo cattolico irlandese (Annaloghan, n. 1797 - New York, † 1864)

## Artisti(1)
- George Hughes, artista ghanese

## Artisti marziali misti(1)
- Matt Hughes, artista marziale misto statunitense (Hillsboro, n. 1973)

## Attivisti(1)
- Francis Hughes, attivista e rivoluzionario irlandese (Bellaghy, n. 1956 - Long Kesh, † 1981)

## Attori(11)
- Miko Hughes, attore statunitense (Apple Valley, n. 1986)
- Arthur Hughes, attore britannico (Aylesbury, n. 1992)
- Barnard Hughes, attore statunitense (New York, n. 1915 - New York, † 2006)
- Frank John Hughes, attore, sceneggiatore e doppiatore statunitense (New York, n. 1967)
- Geoffrey Hughes, attore britannico (Wallasey, n. 1944 - Isola di Wight, † 2012)
- Jason Hughes, attore britannico (Porthcawl, n. 1971)
- Lane Hughes, attore e musicista statunitense (Monterrey, n. 1989)
- Lloyd Hughes, attore statunitense (Bisbee, n. 1897 - San Gabriel, † 1958)
- Robert Earl Hughes, attore statunitense (Baylis, n. 1926 - Bremen, † 1958)
- Robin Hughes, attore inglese (Buenos Aires, n. 1920 - Los Angeles, † 1989)
- Tom Hughes, attore britannico (Chester, n. 1985)

## Attori pornografici(1)
- Danny D, attore pornografico britannico (Maidstone, n. 1987)

## Attrici(7)
- Carol Hughes, attrice statunitense (Chicago, n. 1910 - Burbank, † 1995)
- Finola Hughes, attrice e ballerina inglese (Londra, n. 1960)
- Geraldine Hughes, attrice britannica (Belfast, n. 1970)
- Kathleen Hughes, attrice statunitense (Hollywood, n. 1928 - † 2025)
- Mary Beth Hughes, attrice statunitense (Alton, n. 1919 - Los Angeles, † 1995)
- Rhetta Hughes, attrice e cantante statunitense (Los Angeles, n. 1953)
- Wendy Hughes, attrice australiana (Melbourne, n. 1952 - Sydney, † 2014)

## Attrici pornografiche(1)
- Ella Hughes, attrice pornografica britannica (Southampton, n. 1995)

## Attrici teatrali(2)
- Margaret Hughes, attrice teatrale inglese (n. 1630 - Eltham, † 1719)
- Nicola Hughes, attrice teatrale, cantante e ballerina britannica (Leicester, n. 1975)

## Aviatrici(1)
- Joan Hughes, aviatrice inglese (Newham, n. 1918 - Somerset, † 1993)

## Avvocate(1)
- Sarah T. Hughes, avvocato e politica statunitense (Baltimora, n. 1896 - Dallas, † 1985)

## Bassisti(1)
- Glenn Hughes, bassista e cantante britannico (Cannock, n. 1951)

## Batteristi(1)
- Richard Hughes, batterista britannico (Gravesend, n. 1975)

## Calciatori(21)
- Billy Hughes, calciatore gallese (Liverpool, n. 1865 - Liverpool, † 1919)
- Will Hughes, calciatore inglese (Weybridge, n. 1995)
- Aaron Hughes, ex calciatore nordirlandese (Cookstown, n. 1979)
- Andrew Hughes, calciatore gallese (Cardiff, n. 1992)
- Wayne Hughes, ex calciatore gallese (Port Talbot, n. 1958)
- Brian Hughes, calciatore e allenatore di calcio gallese (Skewen, n. 1937 - † 2018)
- Ceri Hughes, ex calciatore gallese (Pontypridd, n. 1971)
- Darren Hughes, ex calciatore inglese (Prescot, n. 1965)
- David Hughes, ex calciatore gallese (St Albans, n. 1972)
- Emlyn Hughes, calciatore e allenatore di calcio inglese (Barrow-in-Furness, n. 1947 - Sheffield, † 2004)
- Iorwerth Hughes, calciatore gallese (Abergele, n. 1925 - † 1993)
- Jeff Hughes, ex calciatore nordirlandese (Larne, n. 1985)
- John Hughes, calciatore e allenatore di calcio scozzese (Coatbridge, n. 1943 - † 2022)
- Laurie Hughes, calciatore inglese (Liverpool, n. 1924 - Liverpool, † 2011)
- Lee Hughes, ex calciatore inglese (Smethwick, n. 1976)
- Richard Daniel Hughes, ex calciatore scozzese (Glasgow, n. 1979)
- Setareki Hughes, calciatore figiano (Labasa, n. 1995)
- Stephen Hughes, ex calciatore scozzese (Motherwell, n. 1982)
- Stephen Hughes, ex calciatore inglese (Wokingham, n. 1976)
- Tommy Hughes, ex calciatore scozzese (Dalmuir, n. 1947)
- Billy Hughes, calciatore scozzese (Coatbridge, n. 1948 - † 2019)

## Calciatrici(1)
- Elise Hughes, calciatrice gallese (Hawarden, n. 2001)

## Cantanti(4)
- Allie X, cantante canadese (Oakville, n. 1985)
- Billie Hughes, cantante, musicista e produttore discografico statunitense (Graham, n. 1948 - Los Angeles, † 1998)
- Gary Hughes, cantante, compositore e musicista britannico (Manchester, n. 1967)
- Glenn Hughes, cantante statunitense (New York, n. 1950 - New York, † 2001)

## Cestisti(9)
- Alfredrick Hughes, ex cestista statunitense (Chicago, n. 1962)
- Eddie Hughes, ex cestista statunitense (Greenville, n. 1960)
- Elijah Hughes, cestista statunitense (Poughkeepsie, n. 1998)
- Keith Hughes, cestista statunitense (Carteret, n. 1968 - † 2014)
- Larry Hughes, ex cestista statunitense (St. Louis, n. 1979)
- Mark Hughes, cestista statunitense (Youngstown, n. 1997)
- Rick Hughes, ex cestista statunitense (Cincinnati, n. 1973)
- Trévon Hughes, ex cestista statunitense (Queens, n. 1987)
- Tyler Hughes, ex cestista statunitense (n. 1984)

## Cicliste su strada(1)
- Clara Hughes, ex ciclista su strada, pistard e ex pattinatrice di velocità su ghiaccio canadese (Winnipeg, n. 1972)

## Climatologi(1)
- Malcolm K. Hughes, climatologo britannico (Matlock, n. 1943)

## Crickettisti(1)
- Phillip Hughes, crickettista australiano (Macksville, n. 1988 - Sydney, † 2014)

## Criminali(1)
- Cornelius Hughes, criminale statunitense (Revere, † 1966)

## Critici d'arte(1)
- Robert Hughes, critico d'arte e saggista australiano (Sydney, n. 1938 - New York, † 2012)

## Dirigenti d'azienda(1)
- Mark Reynolds Hughes, dirigente d'azienda statunitense (La Mirada, n. 1956 - Malibù, † 2000)

## Drammaturghi(1)
- Hatcher Hughes, drammaturgo statunitense (Polkville, n. 1881 - New York, † 1945)

## Educatrici(1)
- Elizabeth Phillips Hughes, educatrice britannica (Carmarthen, n. 1851 - Barry, † 1925)

## Fotografe(1)
- Alice Hughes, fotografa britannica (Notting Hill, n. 1857 - Worthing, † 1939)

## Fotografi(1)
- Cornelius Jabez Hughes, fotografo e scrittore britannico (Westminster, n. 1819 - Ryde, † 1884)

## Fumettisti(1)
- Adam Hughes, fumettista statunitense (Riverside Township, n. 1967)

## Giocatori di baseball(2)
- Rhyne Hughes, giocatore di baseball statunitense (Picayune, n. 1983)
- Phil Hughes, ex giocatore di baseball statunitense (Mission Viejo, n. 1986)

## Giocatori di football americano(4)
- Chuck Hughes, giocatore di football americano statunitense (Filadelfia, n. 1943 - Detroit, † 1971)
- John Hughes, giocatore di football americano statunitense (Gahanna, n. 1988)
- Mike Hughes, giocatore di football americano statunitense (New Bern, n. 1997)
- Montori Hughes, ex giocatore di football americano statunitense (Murfreesboro, n. 1990)

## Hockeisti su ghiaccio(2)
- Brent Hughes, ex hockeista su ghiaccio canadese (Bowmanville, n. 1943)
- Howie Hughes, hockeista su ghiaccio canadese (St. Boniface, n. 1939 - Everett, † 2025)

## Informatici(1)
- Chris Hughes, informatico statunitense (Hickory, n. 1983)

## Inventori(1)
- David Edward Hughes, inventore britannico (Londra, n. 1830 - Londra, † 1900)

## Mafiosi(1)
- Steven Hughes, mafioso statunitense (Middleton, † 1966)

## Medici(1)
- Hugh Llewellyn Glyn Hughes, medico e generale britannico (Ventersburg, n. 1892 - Edimburgo, † 1973)

## Militari(1)
- Lloyd Herbert Hughes, militare e aviatore statunitense (Alexandria, n. 1921 - Câmpina, † 1943)

## Musicisti(2)
- Jesse Hughes, musicista, chitarrista e cantautore statunitense (Greenville, n. 1972)
- S3RL, musicista e disc jockey australiano (Brisbane, n. 1981)

## Nuotatori(1)
- Bob Hughes, nuotatore e pallanuotista statunitense (Lennox, n. 1930 - Arroyo Grande, † 2012)

## Nuotatrici(2)
- Edna Hughes, nuotatrice britannica (Walsall, n. 1916 - Borth, † 1990)
- Holly Hughes, nuotatrice artistica britannica (n. 2007)

## Pattinatrici artistiche su ghiaccio(1)
- Sarah Hughes, ex pattinatrice artistica su ghiaccio statunitense (Great Neck, n. 1985)

## Piloti automobilistici(1)
- Jake Hughes, pilota automobilistico britannico (Birmingham, n. 1994)

## Pittori(2)
- Arthur Hughes, pittore e illustratore inglese (Londra, n. 1832 - Kew, † 1915)
- Edward Robert Hughes, pittore inglese (Londra, n. 1851 - Saint Albans, † 1914)

## Poetesse(1)
- Frieda Hughes, poetessa e pittrice britannica (Londra, n. 1960)

## Poeti(2)
- Langston Hughes, poeta, scrittore e drammaturgo statunitense (Joplin, n. 1901 - New York, † 1967)
- Ted Hughes, poeta e scrittore inglese (Mytholmroyd, n. 1930 - Londra, † 1998)

## Politici(4)
- Billy Hughes, politico australiano (Londra, n. 1862 - Sydney, † 1952)
- Hubert Hughes, politico anguillano (Island Harbour, n. 1933 - † 2021)
- Stephen Hughes, politico britannico (Sunderland, n. 1952)
- William J. Hughes, politico statunitense (Salem, n. 1932 - Ocean City, † 2019)

## Produttori televisivi(1)
- Dave Hughes, produttore televisivo e editore statunitense (n. 1971)

## Rapper(2)
- Shane Eagle, rapper sudafricano (Johannesburg, n. 1996)
- Spyder-D, rapper e produttore discografico statunitense (Peoria, n. 1960)

## Registi(4)
- John Hughes, regista, sceneggiatore e produttore cinematografico statunitense (Lansing, n. 1950 - New York, † 2009)
- Ken Hughes, regista, scrittore e produttore cinematografico inglese (Liverpool, n. 1922 - Los Angeles, † 2001)
- Patrick Hughes, regista, sceneggiatore e montatore australiano (Melbourne, n. 1978)
- Terry Hughes, regista, sceneggiatore e produttore cinematografico britannico (Inghilterra)

## Registi teatrali(1)
- Doug Hughes, regista teatrale statunitense (n. 1955)

## Religiosi(1)
- Hugh Price Hughes, religioso britannico (Carmarthen, n. 1847 - Londra, † 1902)

## Scenografi(2)
- Frank E. Hughes, scenografo statunitense (Kern, n. 1893 - † 1947)
- John Hughes, scenografo statunitense (Kansas City, n. 1882 - Los Angeles, † 1954)

## Sciatrici alpine(1)
- Megan Hughes, ex sciatrice alpina statunitense (n. 1983)

## Scrittori(5)
- Jobie Hughes, scrittore statunitense (Renton, n. 1980)
- Matt Hughes, scrittore canadese (Liverpool, n. 1949)
- Richard Hughes, scrittore, drammaturgo e poeta britannico (n. 1900 - † 1976)
- Rupert Hughes, scrittore, sceneggiatore e regista statunitense (Lancaster, n. 1872 - Hollywood, † 1956)
- Thomas Hughes, scrittore, politico e avvocato britannico (Uffington, n. 1822 - Brighton, † 1896)

## Scrittrici(5)
- Caoilinn Hughes, scrittrice irlandese (Galway, n. 1985)
- Charlotte Hughes, scrittrice statunitense
- Dorothy B. Hughes, scrittrice e critica letteraria statunitense (Kansas City, n. 1904 - Ashland, † 1993)
- Monica Hughes, scrittrice britannica (Liverpool, n. 1925 - Edmonton, † 2003)
- Shirley Hughes, scrittrice e illustratrice britannica (West Kirby, n. 1927 - Londra, † 2022)

## Snowboarder(1)
- Jarryd Hughes, snowboarder australiano (Sydney, n. 1995)

## Storiche(1)
- Bettany Hughes, storica e scrittrice inglese (Oxford, n. 1967)

## Supercentenarie(1)
- Charlotte Hughes, supercentenaria britannica (Hartlepool, n. 1877 - Redcar, † 1993)

## Tennisti(1)
- Pat Hughes, tennista britannico (Sutton Coldfield, n. 1902 - Sutton Coldfield, † 1997)

## Velisti(1)
- David Hughes, velista statunitense (Ithaca, n. 1978)

## Velocisti(1)
- Zharnel Hughes, velocista britannico (The Valley, n. 1995)

## Wrestler(2)
- D-Von Dudley, ex wrestler statunitense (New Rochelle, n. 1972)
- Curtis Hughes, wrestler statunitense (Kansas City, n. 1964)